# Pseudoholostrophus chinensis
Pseudoholostrophus chinensis es una especie de coleóptero de la familia Tetratomidae.

## Distribución geográfica
Habita en Sichuan (China).